# 霍尔巴乡
霍尔巴乡（藏語：ཧོར་པ་），是中华人民共和国西藏自治区日喀则市仲巴县下辖的一个乡镇级行政单位。

## 行政区划
霍尔巴乡下辖以下地区：
玉来村、贡桑村、普琼村和扎次村。